# Giovanni Francesco Straparola
Giovanni Francesco Straparola o Gian Francesco Straparola (Caravaggio, 1480 – 1557 o più tardi) è stato uno scrittore italiano, romanziere e novelliere.

## Biografia
Le origini etimologiche del suo nome sono incerte; probabilmente Straparola apparteneva alla famiglia Secchi, e fu così soprannominato per assonanza con il verbo straparlare. Non si hanno notizie rilevanti relativamente alla sua vita, ad eccezione di un soggiorno a Venezia avvenuto fra il 1530 e il 1540.
Nel 1508 pubblicava un Canzoniere di ispirazione petrarchesca; si trattava di una raccolta di poesie d'amore (sonetti, strambotti, epistole e capitoli) dal titolo Opera nova de Zoan Francesco Straparola. Nel 1550 pubblicò a Venezia la raccolta di "favole ed enimmi" Le piacevoli notti. Il successo incontrato lo spinse a preparare in fretta un secondo volume, che vide la luce nel 1553.

## Le piacevoli notti
Contenuto
L'opera comprende 75 novelle e fiabe, accompagnate da 75 enigmi (non di rado osceni); le novelle sono raccordate da una cornice narrativa di ispirazione boccaccesca, che comprende anche indovinelli e altri racconti. A narrare le novelle, per tredici notti consecutive, sono tredici donne, che fanno parte di una brigata riunitasi a Murano, nel palazzo del vescovo di Lodi, Ottaviano Maria Sforza, per festeggiare il carnevale veneziano (probabilmente quello del 1536). Tra i presenti ci saranno anche, nel secondo libro, Pietro Bembo e il suo discepolo Bernardo Cappello.
Tra le fiabe si incontra la prima versione scritta de Il gatto con gli stivali, nota con il titolo di "Costantino Fortunato".
Stile
La novità della raccolta di Straparola è da individuare nella presenza della componente fiabesca e nell'ampio uso di una materia popolare, il folklore, compreso l'elemento dialettale. Due novelle, rispettivamente I tre gobbi e Marsilio Verzolese, sono addirittura narrate in dialetto bergamasco e padovano. L'autore, che faceva parte di una raffinatissima e ristretta cerchia intellettuale e aristocratica, non poteva certo limitarsi al materiale popolaresco e folkloristico. Andava certo più in là, spingendosi nei miti classici e nel simbolismo sacro.
Fortuna editoriale
Le prime 25 novelle furono pubblicate a Venezia nel 1550; considerato il successo che l'opera incontrò nel pubblico, Straparola pubblicò altre 48 novelle nel 1553. L'attuale edizione critica di riferimento è quella curata da Donato Pirovano nella collana I Novellieri italiani della Salerno Editrice (2000).
La raccolta de Le piacevoli notti ebbe un successo inaspettato, tanto che le novelle furono tradotte anche in tedesco, in francese e in castigliano. Questa ultima traduzione si intitola Honesto y agradable entretenimiento de damas y galanes, e fu composta dal baezano Francisco Truchado. La prima edizione castigliana apparve a Saragozza nel 1578 ed è stata rinvenuta da David González Ramírez. L'edizione critica di riferimento è attualmente quella curata da Leonardo Coppola nella collana Prosa Barroca della Casa Editrice Sial di Madrid (2016), che a differenza di quella, per molti versi eccellente, di Marco Federici (nella collana Iberica della casa editrice Nuova Cultura, Roma, 2014), ha potuto servirsi dell'editio princeps recentemente rinvenuta.

## Eredità
Dal 1982 il comune di Caravaggio promuove un concorso letterario biennale dedicato allo scrittore.